# ایوانوفکا (شهرستان ملئوزوفسکی، باشقیرستان)
ایوانوفکا (انگلیسی: Ivanovka, Meleuzovsky District, Republic of Bashkortostan) یک شهرک در شهرستان ملئوزوفسکی استان باشقیرستان کشور روسیه است.